# Sunipia dichroma
Sunipia dichroma là một loài thực vật có hoa trong họ Lan. Loài này được (Rolfe) T.B.Nguyen & D.H.Duong miêu tả khoa học đầu tiên năm 1984.